# PAL

Спектр телевизионного сигнала PAL.
Показан PAL-I с разносом частот 6,0 МГц между несущими изображения и звука (используется в Великобритании, Гонконге и Сингапуре). Коричневым цветом показан спектр поднесущей (Chroma)

PAL (англ. Phase Alternating Line — построчное изменение фазы) — система аналогового цветного телевидения, разработанная инженером немецкой компании «Telefunken» Вальтером Брухом и принятая в качестве стандарта телевизионного вещания в 1966 году в Германии, Великобритании и ряде других стран Западной Европы. На момент 2002 года система PAL является самой распространённой в мире. В конце 1990-х годов передачи по этому стандарту смотрели в 62 странах 67,8 % телезрителей всего мира.

## Технические особенности
Как и остальные системы цветного телевидения, PAL совместим с чёрно-белым телевещанием.
Созданная в качестве альтернативы NTSC с присущими последней недостатками, система PAL может рассматриваться, как её удачная модернизация. Вместо непосредственной передачи основных цветов система предусматривает передачу сигнала яркости Y, как в чёрно-белом телевидении, и двух цветоразностных сигналов R-Y и B-Y, несущих информацию о красном и синем цветах соответственно. Недостающая информация о зелёном цвете G восстанавливается в приёмнике вычитанием цветоразностных сигналов из яркостного. В случае просмотра программы на чёрно-белом телевизоре используется только сигнал яркости, ничем не отличающийся от видеосигнала чёрно-белого телевидения. Сигнал цветности, который содержит информацию о цветоразностных сигналах, чёрно-белыми телевизорами не принимается. Он передаётся в высокочастотной области спектра сигнала яркости при помощи вспомогательной несущей частоты — поднесущей, которая принимается блоком цветности цветных телевизоров.
Передача сигнала цветности происходит так же, как в NTSC: с использованием квадратурной модуляции поднесущей. Отличие состоит в том, что фаза одной из квадратурных составляющих (R-Y) сигнала цветности PAL меняется от строки к строке на противоположную.
Для уменьшения видимости помех от поднесущей её частота выбрана равной сумме нечётной гармоники четвертьстрочной частоты и частоты кадров. Учитывая то, что система PAL в большинстве случаев используется в сочетании с европейским стандартом разложения 576i, эта частота составляет 4433618,75 Гц (4,43 МГц), обеспечивая «четвертьстрочный сдвиг» поднесущей. Исключение составляют разновидности: PAL-M, используемая в Бразилии и основанная на стандарте разложения 480i, и PAL-N, хотя и основанная на разложении 576i, но с уменьшенной шириной полосы радиосигнала. В этом случае частота поднесущей выбирается близкой к стандарту NTSC, то есть 3,58 МГц, а вместо цветоразностных сигналов U и V передаются модифицированные I и Q.
При передаче сигнала цветности «красный» цветоразностный сигнал повторяют в следующей строке с поворотом фазы на 180 градусов. Для устранения фазовой ошибки декодер PAL складывает текущую строку и предыдущую из памяти, благодаря чему полностью устраняет фазовые ошибки, типичные для системы NTSC. При сложении двух сигналов взаимно уничтожаются «красные» цветоразностные компоненты из-за изменения их знака. При вычитании двух сигналов взаимно уничтожаются «синие». Таким образом, на выходах сумматора-вычитателя получаются разделённые сигналы U и V, являющиеся масштабно изменёнными R-Y и B-Y.
Эти особенности системы, кроме очевидных преимуществ, приводят к удорожанию декодера, поскольку требуют повышенной точности линии задержки. Для правильного суммирования и вычитания необходимо, чтобы прямой и задержанный сигналы находились в фазе или в противофазе. Это достигается только в случае задержки на целое число полупериодов поднесущей. Поэтому отклонение времени задержки для декодеров PAL не должно превышать 5 наносекунд, что в шесть раз меньше того же показателя для декодеров SECAM. При выборе системы отечественного цветного телевидения этот фактор сыграл немаловажную роль, поскольку такая точность в то время была труднодостижима. В то же время повышенная точность линий задержки PAL делает их пригодными для использования в мультистандартных декодерах, поддерживающих систему SECAM.
В аналоговых телевизионных приёмниках для запоминания цветоразностного сигнала от предыдущей строки используется ультразвуковая линия задержки, в цифровых — оперативная память на строку.
Для цветовой синхронизации в системе PAL, так же как и в NTSC, на задней площадке строчного гасящего импульса передаётся «вспышка» поднесущей (англ. Colorburst), состоящая из 8—10 периодов колебаний опорного генератора. В отличие от NTSC, где фаза вспышек постоянна, в системе PAL она изменяется на 90° от строки к строке, неся информацию о фазе красной составляющей поднесущей.

## Достоинства и недостатки
Система PAL обладает теми же достоинствами, что и NTSC, за счёт использования тех же принципов квадратурной модуляции: хорошая совместимость с чёрно-белыми телевизионными приёмниками, низкий уровень перекрёстных искажений сигналов яркости и цветности и высокая помехозащищённость. Использование линии задержки и фазовой коммутации повышает устойчивость системы к фазовым искажениям поднесущей. Особенности устройства блока задержки декодера PAL позволяют наилучшим образом выполнять разделение сигналов яркости и цветности. По этому параметру PAL значительно превосходит NTSC и особенно SECAM. А использование задержки сигнала, в отличие от SECAM, не приводит к мерцанию горизонтальных цветовых границ, поскольку усредняется цветность, а не её отдельные составляющие для двух соседних строк.
Недостатками системы является относительная сложность приёмника по сравнению с NTSC из-за использования линии задержки, а также уменьшенная по вертикали разрешающая способность по цвету. Субъективно, в силу большей чувствительности глаза к яркостной составляющей, для большинства сюжетов такое ухудшение почти незаметно. При этом надо понимать, что в передаваемом сигнале цветовое разрешение по вертикали — полное, ухудшение цветового разрешения происходит лишь в аналоговых декодерах PAL.
Применение цифрового декодирования позволяет восстановить как полное цветовое разрешение по вертикали, так и улучшить разделение яркость/цветность за счёт использования гребенчатой (или ещё более сложной — так называемой 3D) фильтрации поднесущей.

## География распространения

Распространение разных систем по миру. Жёлтым цветом обозначены страны, использующие PAL

Система PAL является основной системой цветного телевидения в Европе (кроме Франции, России, Беларуси), Азии, Австралии и ряде стран Африки и Южной Америки:
Острые дискуссии по выбору системы цветного телевидения в ведущих странах Западной Европы закончились в пользу системы PAL — за ней стоял пятнадцатилетний опыт вещания и производства аппаратуры и телевизоров в США, Японии, Канаде и других странах по системе NTSC. Конечно, и тут не обошлось без политики (эту систему в шутку называли «системой НАТО»). Когда несколько позже к выбору системы цветного телевидения готовилась Италия, правивший в то время президент Франции Ж. Помпиду во время посещения Рима выступал в парламенте с призывом принять французскую систему. Однако Италия не проявила «романской солидарности» и склонилась к системе PAL.
С дальнейшим развитием телевизионной техники недостатки системы SECAM стали проявляться всё отчётливее, и с начала 1990-х годов производство профессиональной видеоаппаратуры этого стандарта было прекращено во всём мире. В настоящее время SECAM существует только как вещательный стандарт, а всё телевизионное производство происходит в системе PAL со стандартом разложения, соответствующим территории вещания.
- B/G используются в большинстве стран Западной Европы, Австралии и Новой Зеландии.
- B/H — в Бельгии.
- I в Великобритании, Ирландии, Гонконге, Южной Африке и Макао.
- D/K (наряду с SECAM) — в большинстве стран Центральной и Восточной Европы
- D — в материковом Китае. Большинство аналоговых камер видеонаблюдения имеет стандарт D.
- M — в Бразилии.
- N — Аргентина, Парагвай и Уругвай.

В момент выдачи в эфир телевизионный сигнал транскодируется в SECAM. Некоторые эфирные телеканалы, продублированные в кабельных сетях, по кабелю передают исходный сигнал в системе PAL. Такая технология уменьшает потери качества при транскодировании.
PAL60 — система воспроизведения видеозаписи NTSC. При этом сигнал NTSC несложным путём транскодируется в PAL, но число полей остаётся прежним (то есть 60). Телевизор обязательно должен поддерживать это значение кадровой частоты.
| PAL                               |           |          |          |          |          |          |          |          |
| Система                           | PAL, D, K | PAL B, G | PAL H    | PAL I    | PAL L    | PAL M    | PAL N    | PAL60    |
| Ширина полосы, МГц                | 8         | 7, 8     | 8        | 8        | 8        | 6        | 6        | 6        |
| Линии* /Развёртка, Гц             | 625/50    | 625/50   | 625/50   | 625/50   | 625/50   | 525/60** | 625/50   | 525/60   |
| Частота по горизонтали, кГц       | 15,625    | 15,625   | 15,625   | 15,625   | 15,625   | 15,750   | 15,625   | 15,750   |
| Частота несущей цвета, МГц***     | 4,433618  | 4,433618 | 4,433618 | 4,433618 | 4,433618 | 3,575611 | 3,582056 | 3,579545 |
| Полоса пропускания видео, МГц     | 6,0       | 5,0      | 5,0      | 5,5      | 6,0      | 4,2      | 4,2      | 4,2      |
| Полярность модуляции видеосигнала | «-»       | «-»      | «-»      | «-»      | «+»      | «-»      | «-»      |          |
| Сдвиг частоты несущей звука, МГц  | 6,5       | 5,5      | 5,5      | 6,0      | 6,5      | 4,5      | 4,5      | 4,5      |
| Вид модуляции звука               | ЧМ        | ЧМ       | ЧМ       | ЧМ       | АМ       | ЧМ       | ЧМ       |          |
| Девиация несущей звука, кГц       | 50        | 50       | 50       | 50       | -        | 25       | 25       |          |

Примечания: стандарты D и K; B и G различаются значениями частот телеканалов (МВ и ДМВ соответственно).
* 625 линий = 576 активных. 525 линий = 480 (486) активных
** Если быть точным, частота полей равна 59,94 (60 / 1,001) Гц.
*** Точнее 4,43361875; 3,58205625; 3,575611; 3,579545
Ленты VHS, записанные с широковещательной передачи PAL-N или PAL-B/G, D/K, H или I, неразличимы, потому что поднесущая на ленте, преобразованная с понижением частоты, одинакова. Видеокассета, записанная с телевидения (или выпущенная) в Европе, будет воспроизводиться в цвете на любом видеомагнитофоне PAL-N и телевизоре PAL-N в Аргентине, Парагвае и Уругвае. Аналогичным образом любую кассету, записанную в Аргентине, Парагвае или Уругвае с телетрансляции PAL-N, можно отправить кому угодно в европейских странах, которые используют PAL (а также в Австралии / Новой Зеландии и т. д.), И она будет отображаться в цвете. Также будет успешно воспроизводиться в России и других странах SECAM, поскольку СССР в 1985 г. ввёл обязательную совместимость с PAL.

## Бэкронимы
Как и остальные системы цветного телевидения, PAL также имеет «альтернативную» расшифровку своей аббревиатуры: англ. Picture At Last (наконец-то картинка!), англ. Pay for Added Luxury (Плати за дополнительную роскошь) или нем. Probleme anderer Leute («Проблемы других людей», более литературно «проблемы на вашей стороне») из-за сложности производства телевизионных приёмников.